# Josef Pešice
Josef Pešice (12. února 1950 Praha, Československo – 18. prosince 2017) byl český fotbalový trenér a bývalý záložník. V lize nastoupil i jeho mladší bratr Miroslav Pešice. Jako hráč získal v sezoně 1977/78 mistrovský titul se Zbrojovkou Brno pod vedením Josefa Masopusta.

## Životopis

### Hráčská kariéra
Začínal ve Štěchovicích. Na vojně hrál za VTJ Tábor, v lize za Spartu Praha, Zbrojovku Brno a Slavii Praha. Kariéru končil na Kypru v týmu AEL Limassol. Hrál na postu záložníka. Se Zbrojovkou Brno získal v sezoně 1977/78 ligový titul. V československé lize nastoupil ve 327 utkáních a dal 55 gólů.

### Trenérská kariéra
Po skončení aktivní hráčské kariéry se stal trenérem. Trénoval mládež AC Sparta Praha, byl asistentem v SK Slavia Praha, jako trenér vedl FK Jablonec, SK Slavia Praha, FK Teplice, kostarický CS Cartaginés, jako asistent AC Sparta Praha, vedl mládežnické reprezentační týmy a kyperský AEL Limassol.
V září 2013 se stal po odstoupení Michal Bílka dočasně hlavním koučem české reprezentace (předtím mu dělal od roku 2012 asistenta). Pod jeho vedením tým ČR vyhrál zbývající dva kvalifikační zápasy skupiny B, nejprve 11. října 2013 nad domácí Maltou 4:1 a poté 15. října 2013 nad domácím Bulharskem 1:0. Minimální šance na postup na Mistrovství světa 2014 v Brazílii, která existovala ještě před utkáním s Maltou, se rozplynula vzápětí (díky výsledkům v jiných skupinách). Národní tým vedl i 15. listopadu v přátelském utkání na Andrově stadionu v Olomouci proti reprezentaci Kanady (výhra 2:0). Po něm převzal českou reprezentaci trenér Pavel Vrba.
V roce 2017 působil jako asistent trenéra Vítězslava Lavičky u české reprezentace U21, s níž se zúčastnil v červnu mistrovství Evropy v Polsku.

### Onemocnění
Trenér Josef Pešice se v posledních letech života potýkal s nádorovým onemocněním žaludku, kvůli němuž se musel podrobit jak chirurgickému výkonu, při níž mu byla jeho část odebrána, tak i následné chemoterapii. Zemřel dne 18. prosince 2017 ve věku 67 let.

## Ligová bilance
| Ročník                                     | Zápasy | Góly | Klub               |
| ------------------------------------------ | ------ | ---- | ------------------ |
| 1. československá fotbalová liga 1971/1972 | 26     | 3    | Sparta Praha       |
| 1. československá fotbalová liga 1972/1973 | 13     | 0    | Sparta Praha       |
| 1. československá fotbalová liga 1973/1974 | 20     | 1    | Sparta Praha       |
| 1. československá fotbalová liga 1974/1975 | 28     | 7    | Sparta Praha       |
| 1. československá fotbalová liga 1975/1976 | 19     | 2    | Zbrojovka Brno     |
| 1. československá fotbalová liga 1976/1977 | 30     | 5    | Zbrojovka Brno     |
| 1. československá fotbalová liga 1977/1978 | 30     | 4    | Zbrojovka Brno     |
| 1. československá fotbalová liga 1978/1979 | 13     | 4    | Zbrojovka Brno     |
| 1. československá fotbalová liga 1978/1979 | 15     | 2    | Slavia Praha       |
| 1. československá fotbalová liga 1979/1980 | 25     | 3    | Slavia Praha       |
| 1. československá fotbalová liga 1980/1981 | 28     | 8    | Slavia Praha       |
| 1. československá fotbalová liga 1981/1982 | 25     | 2    | Slavia Praha       |
| 1. československá fotbalová liga 1982/1983 | 25     | 6    | Slavia Praha       |
| 1. československá fotbalová liga 1983/1984 | 30     | 8    | Slavia Praha       |
| Česká národní fotbalová liga 1983/1984     | 2      | 1    | Vagónka Česká Lípa |
| 1. kyperská fotbalová liga 1984/1985       | -      | -    | AEL Limassol       |
| 1. kyperská fotbalová liga 1985/1986       | -      | -    | AEL Limassol       |
| CELKEM 1. LIGA ČSSR                        | 327    | 55   |                    |